# Saison 4 d'Une grenade avec ça ?
Chronologie
Saison 3 Saison 5
Cet article présente le guide des épisodes de la quatrième saison de la série télévisée québécoise Une grenade avec ça? dans l'ordre de la première diffusion.

## Liste des épisodes

### Épisode 1:Retour au bercail
- Québec : sur VRAK

### Épisode 2:Le Bunker
- Québec : sur VRAK

### Épisode 3:Tché qui?
- Québec : sur VRAK

### Épisode 4:Pat et le loup
- Québec : sur VRAK

### Épisode 5:Les Seins du paradis
- Québec : sur VRAK

### Épisode 6:Poulet en fuite
- Québec : sur VRAK

### Épisode 7:Coach Anaïs
- Québec : sur VRAK

### Épisode 8:Coop comme dans coopérative
- Québec : sur VRAK

### Épisode 9:Le Million
- Québec : sur VRAK

### Épisode 10:Le Scandale des patates frites
- Québec : sur VRAK

### Épisode 11:La Vie de célibataire
- Québec : sur VRAK

### Épisode 12:Kaputchinsky Kapout
- Québec : sur VRAK

### Épisode 13:L'Offre et la demande
- Québec : sur VRAK

### Épisode 14:La Visite de Lothar
- Québec : sur VRAK

### Épisode 15:La Chiâleuse professionnelle
- Québec : sur VRAK

### Épisode 16:La Recette du succès
- Québec : sur VRAK

### Épisode 17:Clepto-man
- Québec : sur VRAK

### Épisode 18:Deux gars, deux filles
- Québec : sur VRAK

### Épisode 19:Faut pas craquer!
- Québec : sur VRAK

### Épisode 20:Danny le chimique
- Québec : sur VRAK

### Épisode 21:Le Centième Koala
- Québec : sur VRAK

### Épisode 22:Légendes urbaines
- Québec : sur VRAK

### Épisode 23:La Groupie
- Québec : sur VRAK

### Épisode 24:Pître et fils
- Québec : sur VRAK

### Épisode 25:La Bourse Guggenrhodes
- Québec : sur VRAK

### Épisode 26:La Fée Sonia
- Québec : sur VRAK